# Catharina Louisa Maria Alberdingk Thijm
Catharina Louisa Maria Alberdingk Thijm (Amsterdam, 29 november 1848 – aldaar, 14 januari 1908) was een Nederlandse schrijfster en sociaal werkster. 

## Jeugd
Catharina Alberdingk Thijm was een dochter van de Nederlandse katholieke schrijver Josephus Albertus Alberdingk Thijm en Wilhelmina Anna Sophia Kerst. Zij was het tweede kind in een gezin van vijf kinderen. Ook haar broer Karel Joan Lodewijk Alberdingk Thijm (beter bekend als Lodewijk van Deyssel) zou schrijver worden. De familie Alberdingk bracht meerdere kunstenaars voort. 
Alberdingk Thijm bezocht tot 1860 de School voor Katholieke Jongejuffrouwen in Amsterdam. Hierna bezocht ze kostscholen in Duitsland en België. Ze trad in 1870 toe tot de Filles de la Croix, een kloosterorde uit haar kostschooljaren. In 1877 verliet ze het klooster, naar zeggen omdat ze niet onderdanig genoeg was. Alberdingk Thijm wijdde haar tijd hierna aan het schrijven. In 1887 voltooide ze haar eerste – ongepubliceerde – roman.

## Werk
Catharina Alberdingk Thijm schreef 36 romans, talloze verhalen, sprookjes, toneelstukken en gedichten en ongeveer 1500 krantenartikelen. Ze schreef onder andere in De Familiebode, De huisvrouw, De Amsterdammer, het Algemeen Handelsblad en de Amsterdamsche Courant. 
In 1882 richtte Alberdingk Thijm het tijdschrift Lelie- en Rozeknoppen op, waarvan zij hoofdredactrice werd. Het blad werd in 1887 een weekblad voor jonge dames genaamd: De Hollandsche Lelie. Ze vond het belangrijk dat vrouwen hun eigen levensonderhoud konden verdienen en pleitte voor het opnemen van vrouwen in beroepen als: dokter, verpleegster, boekhoudster, naaister en boekbinder. 
Alberdingk Thijm leidde tussen 1895 en 1900 een opvanghuis voor dakloze vrouwen en hun kinderen in Amsterdam. In Een Volkshuis (1898) presenteerde zij een plan voor een gezamenlijk wooncomplex van arbeidersgezinnen en alleenstaanden, het ontwerp van het complex was gemaakt door haar oom, en bekend architect, Eduard Cuypers. Catharina Alberdingk Thijm sympathiseerde ook met het Leger des Heils.